# 우스키역 (오이타현)
우스키역(일본어: 臼杵駅)은 일본 오이타현 우스키시에 있는 규슈 여객철도 닛포 본선의 역이다. 우스키 시의 대표역으로, 모든 열차가 정차해, 보통 열차의 절반 미만이 우스키 역에서 오이타 방면으로 돌아온다.

## 타는 곳
| 1 | ■ 닛포 본선 | (하행) | 쓰쿠미 · 사이키 · 미야자키 방면 |
| 2 | ■ 닛포 본선 | (상행) | 오이타 · 고쿠라 · 하카타 방면   |
| 3 | ■ 닛포 본선 | (상행) | 오이타 · 나카쓰 방면            |

## 이용 현황
| 승차 인원 추이 | 승차 인원 추이 |
| 연도           | 1일 평균 인수  |
| -------------- | -------------- |
| 2000           | 815            |
| 2001           | 834            |
| 2002           | 800            |
| 2003           | 747            |
| 2004           | 718            |
| 2005           | 698            |
| 2006           | 711            |
| 2007           | 725            |
| 2008           | 745            |
| 2009           | 700            |

## 역 주변
- 우스키 항 페리 승강장
- 우스키 시청
- 우스키 보건소
- 우스키 세무서
- 우스키 토목 사무소
- 우스키 간이 재판소
- 우스키 시민회관
- 우스키 경찰서
- 우스키 소방서
- 우스키 조선소
- 오이타 현 어협 우스키 어시장
- 주오도리 상점가
- 우스키 공원

## 같이 보기
- 우스키역 (가고시마현)

| 닛포 본선              | 닛포 본선   | 닛포 본선                |
| ---------------------- | ----------- | ------------------------ |
| 가미우스키 고쿠라 방면 | ■ 닛포 본선 | 쓰쿠미 가고시마추오 방면 |